# جربارة نتالية
جربارة نتالية (الاسم العلمي:Gerbera natalensis) هي نوع من النباتات تتبع جنس الجربارة من الفصيلة النجمية.